# 中野站 (群馬縣)

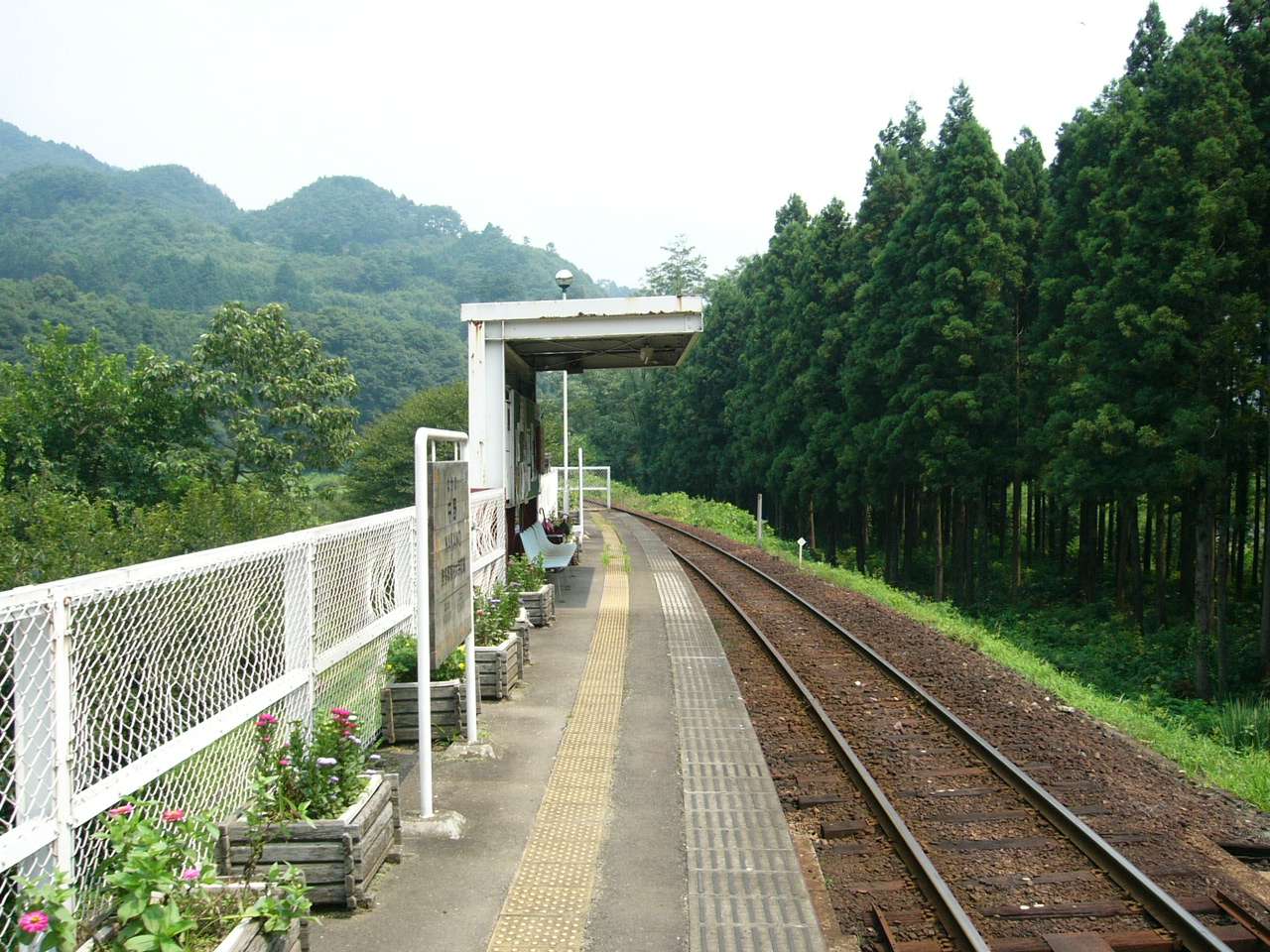
月台上

中野站（日语：／ Nakano eki */?）是位於群馬縣綠市東町花輪613番1號，渡良瀨溪谷鐵道的渡良瀨溪谷線車站。車站編號為WK10。

## 歷史
- 1989年（平成元年）3月29日 - JR東日本足尾線由渡良瀨溪谷鐵道接管同日啟用（運動公園站和此站也是同日啟用）。

## 車站構造
此站是地面車站，設有1面1線的單式月台。月台建設在彎道上。此站是無人車站。此站沒有停車場，月台靠近桐生一方設有單車停泊場。此站設有廁所，位於車站出口的道路對面。

## 使用狀況
大部分乘客都是當地居民，也有前往渡良瀨川的釣客。
| 1日上下車人次變化 | 1日上下車人次變化 |
| 年度              | 1日平均人次       |
| ----------------- | ----------------- |
| 2011年            | 18                |
| 2012年            | 13                |
| 2013年            | 13                |
| 2014年            | 8                 |
| 2015年            | 6                 |

## 車站周邊
- 國道122號
- 小夜戶觀光農園
- NTT DOCOMO小夜戶衛星通信所
- 丸美屋自動販賣機處（自動餐廳（日语：オートレストラン）。設有由富士電機製的數字管式麵類販賣機和吐司三明治販賣機） （页面存档备份，存于）

## 相鄰車站
渡良瀨溪谷鐵道
■渡良瀨溪谷線
花輪（WK09）－中野（WK10）－小中（WK11）

## 注腳
1. 1 2  國土數値情報(不同車站上下車數據)  （页面存档备份，存于）（日語） - 國土交通省，2018年3月20日參閲

## 外部連結
- 渡良瀨溪谷鐵道｜中野站 （页面存档备份，存于）（日語）